# Anagyrodes dei
Anagyrodes dei är en stekelart som först beskrevs av Girault 1922.  Anagyrodes dei ingår i släktet Anagyrodes och familjen sköldlussteklar. Inga underarter finns listade i Catalogue of Life.